# ブロンウェン・マンテル
ブロンウェン・マンテル（Bronwen Mantel、1948年10月29日 - ）は、カナダの女優。

## 出演作品
- デビル・リベンジャー　復讐の殺人者
- サイコ・シンドローム／僕だけを見て
- ローズカフェ

### 吹き替え
- キャッ党忍伝てやんでえ（伊津茂乃子）